# Beatsteaks
Die Beatsteaks sind eine seit 1995 bestehende deutsche Alternative-Rock-/Punk-Band aus Berlin. Die Gruppe gehört neben Formationen wie Die Ärzte und Die Toten Hosen zu den kommerziell erfolgreichsten deutschen Punkrockbands.

## Bandgeschichte
Peter Baumann, Stephan Hirche, Alexander Rosswaag, Andreas Poesch und Bernd Kurtzke gründeten 1995 die Beatsteaks. Bald darauf kam Arnim Teutoburg-Weiß als zusätzlicher Gitarrist in die Band und ersetzte Andreas Poesch als Sänger. Während der Boombox-Tour 2011 erklärte Sänger Arnim, der Song Territorial Pissings von Nirvana sei die Initialzündung zur Gründung der Band gewesen. Jedoch stellte die Band in einem Interview klar, dass es sich dabei um eine „Informationsreduktion“ handele, die nicht exakt den Tatsachen entspräche. 1996 gewann die junge Band einen lokalen Musikwettbewerb im SO36 und durfte als Prämie beim Berliner Konzert der Sex Pistols als Vorband auftreten. Dies stellte gleichzeitig auch den zehnten Bandauftritt überhaupt dar.
Ihr erstes, 1997 aufgenommenes Album benannten die Beatsteaks nach der Hausnummer ihres Proberaums, 48/49. Es enthält noch mehrere deutsche Songs, während die neueren Alben englischsprachig sind. 1999 erschien auf dem amerikanischen Punklabel Epitaph Records ihr zweites Album Launched. Das Schlagzeug wurde zu dieser Zeit bereits von Thomas Götz gespielt. Am Bass gab es 2000 den Wechsel und Torsten Scholz stieg für Alexander Rosswaag in die Band ein. Es folgten gemeinsame Touren mit Bad Religion, Die Ärzte, Donots und Die Toten Hosen auf deren Friss oder stirb Tour im Jahr 2005, wodurch sie sich einem breiteren Publikum vorstellen konnten.

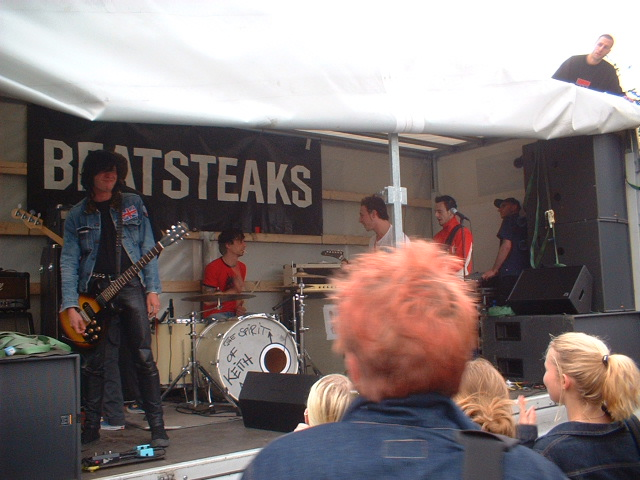
Beatsteaks-Straßenkonzert in Berlin-Prenzlauer Berg 2002

2002 erschien das dritte Album Living Targets, zu dem die Beatsteaks ihre ersten Singles Let Me In und Summer veröffentlichten und damit auch erstmals in Radio und Fernsehen zu hören waren. Ende 2002 spielte die Band ein Konzert in der Berliner Columbiahalle und nahm zu diesem Zweck eine EP auf, die jeder Konzertbesucher überreicht bekam. Jene Wohnzimmer-EP war die erste Zusammenarbeit der Band mit dem Produzenten Moses Schneider.
Die Beatsteaks wurden 2003 von der Band Die Ärzte in ihrem Lied Unrockbar mit den Worten „Wie kannst Du bei den Beatsteaks ruhig sitzen bleiben, wenn Dir doch Schlagersänger Tränen in die Augen treiben?“ erwähnt, was ihre Bekanntheit weiter steigerte. Die Toten Hosen coverten ihren Song Hand in Hand für das Album Nur zu Besuch, das im Jahr 2005 veröffentlicht wurde.
Den Durchbruch schafften die Berliner im Jahre 2004 mit dem Album Smack Smash, insbesondere mit ihrer zweiten Singleauskopplung I Don’t Care as Long as You Sing. Bei den MTV Europe Music Awards 2004 gewannen sie in der Kategorie Best German Act. Ende 2005 erschien die Doppel-DVD B-Seite, auf der neben einem selbst produzierten Dokumentarfilm über die Bandgeschichte und einem Zusammenschnitt mehrerer Konzerte auch die bis zu diesem Zeitpunkt produzierten Musikvideos der Band enthalten sind. 2006 spielten die Beatsteaks eine kurze, drei Konzerte und zwei Festivals umfassende, Sommertour. Nach der Veröffentlichung der Vorabsingle Jane Became Insane am 9. März 2007 erschien das Album Limbo Messiah am 30. März 2007. Auf diesem Album sind auch die später veröffentlichten Singles Cut Off the Top, Demons Galore und Meantime enthalten.
Am 7. Juni 2007 trat die Band beim Konzert „Deine Stimme gegen Armut“ in Rostock vor 70.000 Zuschauern auf und einen Monat später, am 7. Juli 2007, spielten sie in der ausverkauften Berliner Kindl-Bühne Wuhlheide ihr bis dahin größtes eigenes Konzert vor etwa 17.000 Zuschauern. Im selben Jahr waren sie erneut in der Kategorie Best German Act bei den EMAs nominiert und wurden mit dem Hörerpreis 1 Live Krone für den besten Live-Act ausgezeichnet. Diese Auszeichnung erhielten sie 2008 ein weiteres Mal. 2011 gewannen sie bei der 1 Live Krone den Preis als Beste Band.
Am 2. Mai 2008 erschien unter dem Namen Kanonen auf Spatzen ein Doppel-Live-Album, in dem zwei CDs und eine DVD enthalten sind. Nach Ende ihrer Tour zu Limbo Messiah im August 2008 legten die Beatsteaks eine Pause ein, um danach neue Songs zu schreiben.
Ende Dezember 2009 wurden die Beatsteaks als Headliner für das Southside Festival und das Hurricane Festival 2010 bestätigt wie auch für Nova Rock.

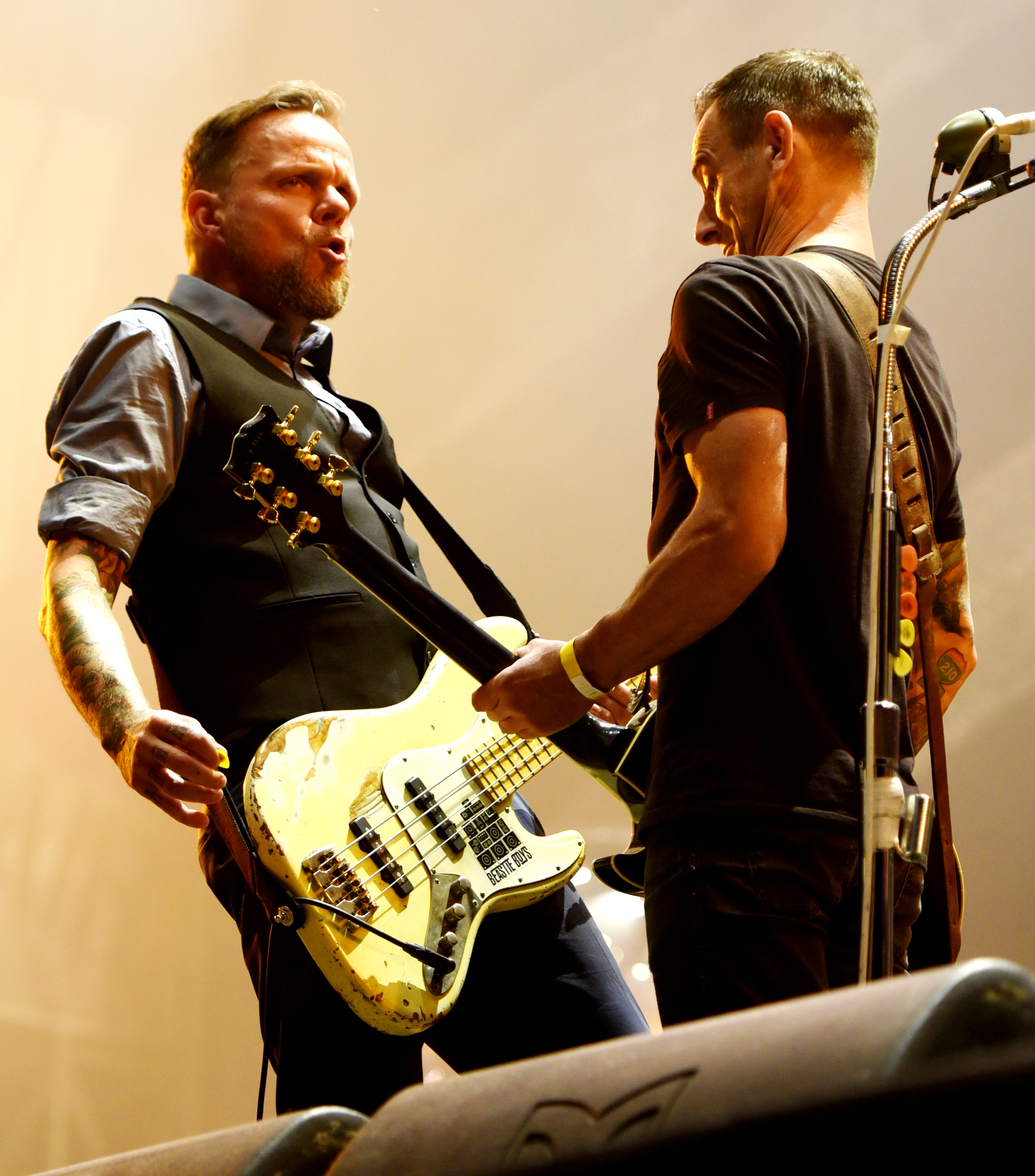
Torsten Scholz und Peter Baumann beim Open Flair 2015

Am 28. Januar 2011 erschien das Album mit dem Titel Boombox. Die erste Single Milk & Honey wurde ab dem 3. Dezember 2010 zum Download angeboten und ist seit dem 14. Januar 2011 als Maxi-CD erhältlich. Am 8. Februar 2011 wurde bekannt, dass die Band mit Boombox erstmals die Spitze der deutschen Album-Charts erobern konnte. Am 8. April erschien mit Cheap Comments die zweite Singleauskopplung. Im Mai 2011 erhielt die Band den VIVA Comet in der Kategorie „Bestes Video“ für den Song Milk & Honey. Am 15. Juli folgt als dritte Auskopplung der Titel Automatic.
Im Juni 2011 wurde bekannt, dass der Song House on Fire auf dem europäischen Soundtrack zum dritten Teil der Transformers-Reihe Platz finden wird. Im Videoclip zur Single spielen Uwe Ochsenknecht und sein Sohn Wilson Gonzalez mit.
2013 veröffentlichte die Band die Musik-DVD Muffensausen, die es auf Platz drei der deutschen Charts schaffte. Am 15. Mai 2014 erschien der Song DNA des neuen Albums als Gratisdownload. Es folgte am 20. Juni die Download-Single Gentleman Of The Year, die erste offizielle Auskopplung des neuen Albums Beatsteaks, welches am 1. August 2014 erschien.
2016 coverten sie zusammen mit Dirk von Lowtzow den Stereolab-Song French Disko, das Cover fungiert als Titelsong für Fatih Akins Buchverfilmung von Tschick.
Im Mai 2017 gab die Band mit Yours ihr achtes Studioalbum bekannt, das am 1. September erschien. Bei der Bekanntgabe des Doppelalbums wurden zudem zwei Musikvideos veröffentlicht (I Do und 40 Degrees) sowie zwei weitere Lieder zum Streaming angeboten.
Im Dezember 2020 veröffentlichte die Band die EP In the Presence of mit sechs Coversongs, welche ursprünglich von Sängerinnen interpretiert wurden. Es wurden Titel von Hildegard Knef, Ideal oder Portishead gecovert.
Im April 2024 kündigte die Band ihr neuntes Studioalbum Please an, das am 28. Juni 2024 erschien. Im Vorfeld wurden nacheinander die Singles Detractors, Dead Man, Traumschiff und Tonight veröffentlicht.

## Bandmitglieder

Beatsteaks, Besetzung live beim With Full Force 2018, Germany
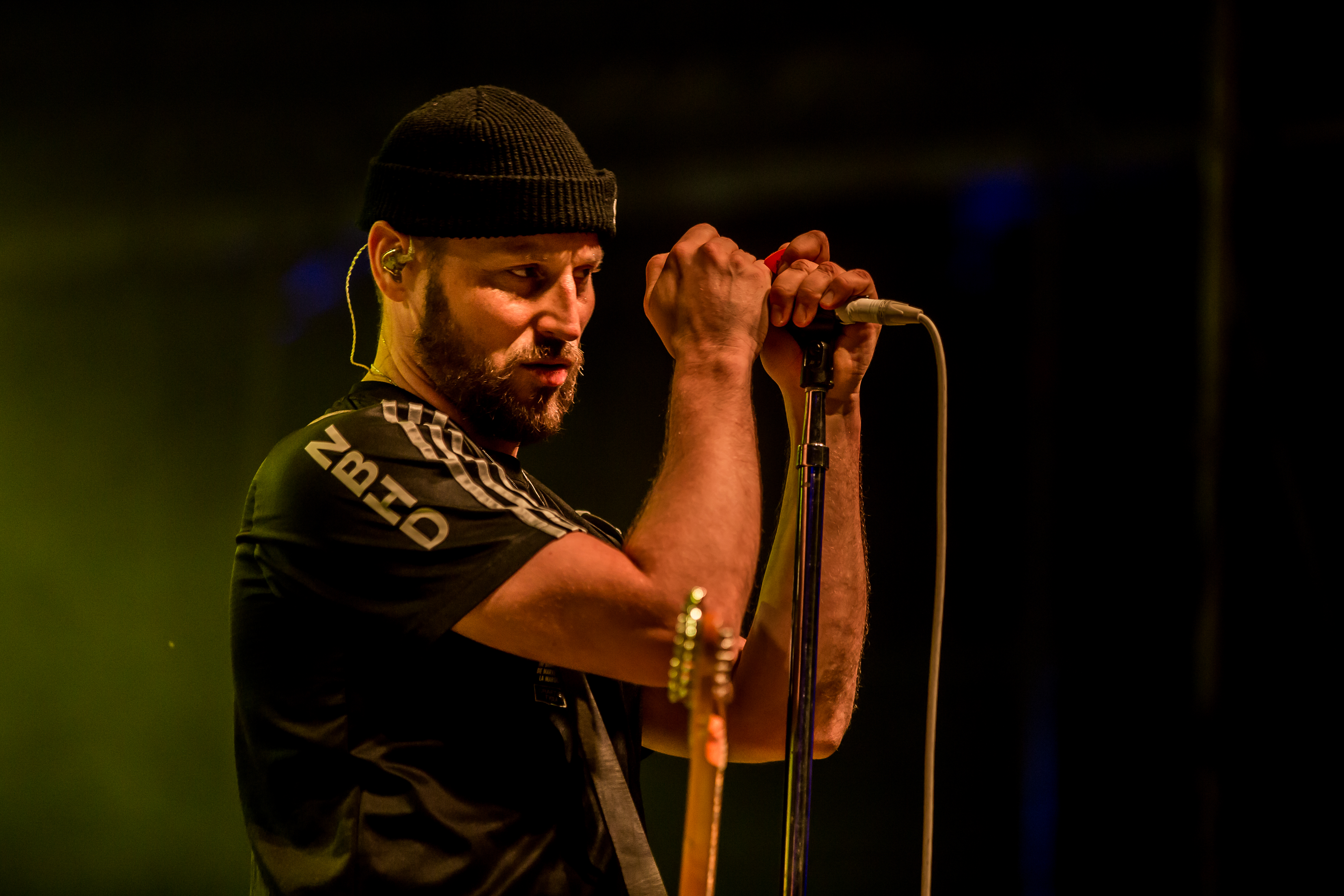
Sänger und Rhythmus-Gitarrist Arnim Teutoburg-Weiß
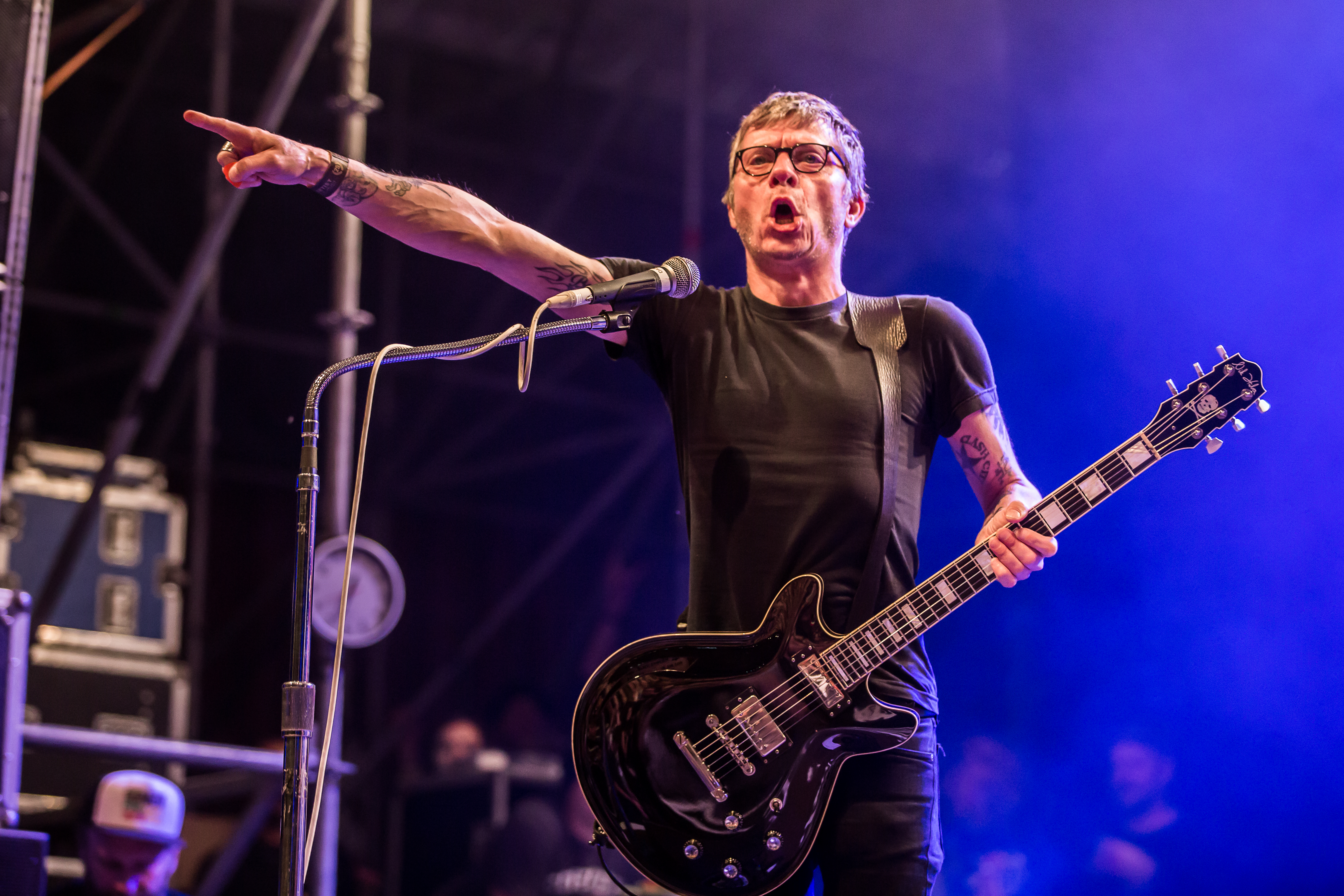
Lead-Gitarrist Bernd Kurtzke
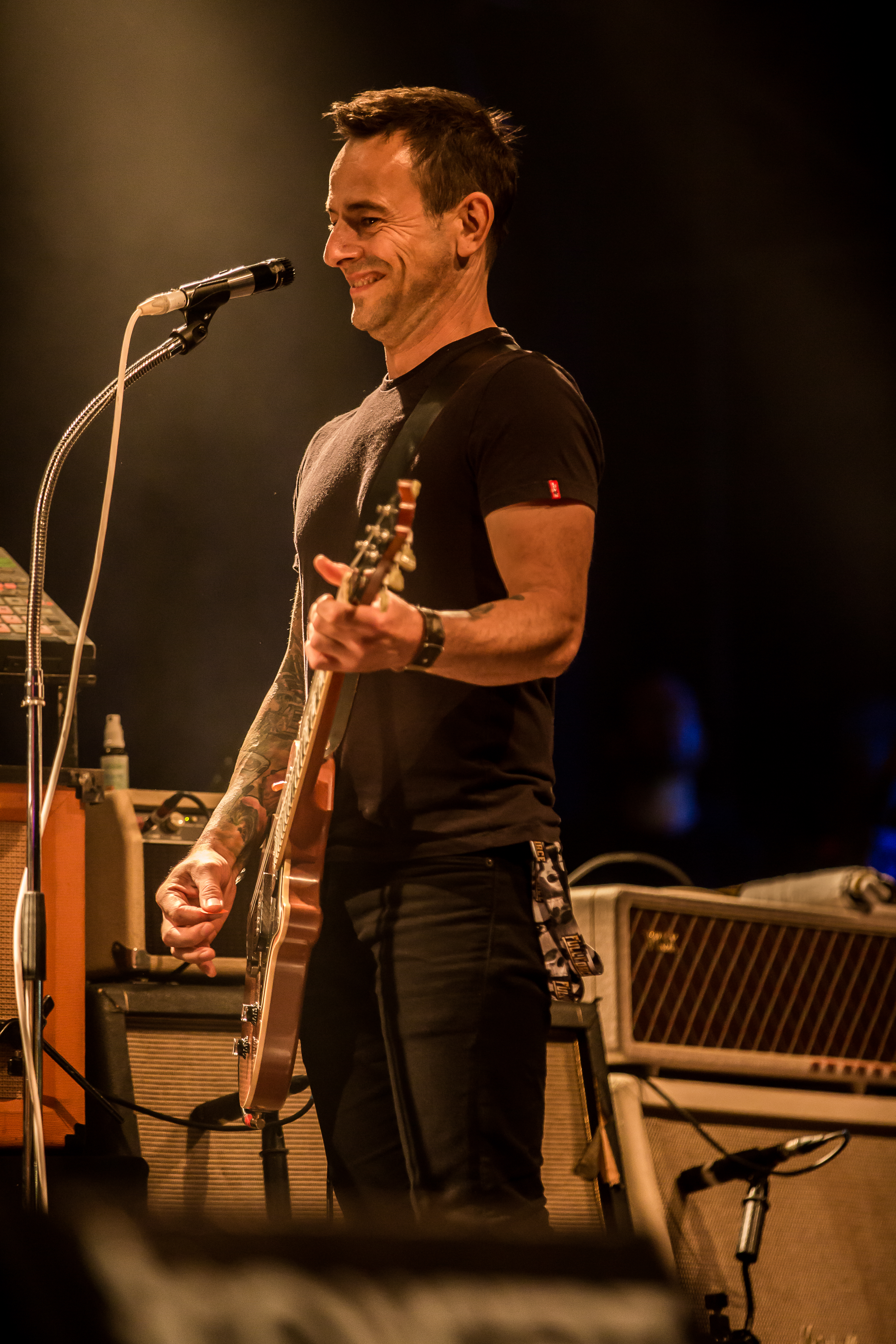
Rhythmus-Gitarrist Peter Baumann
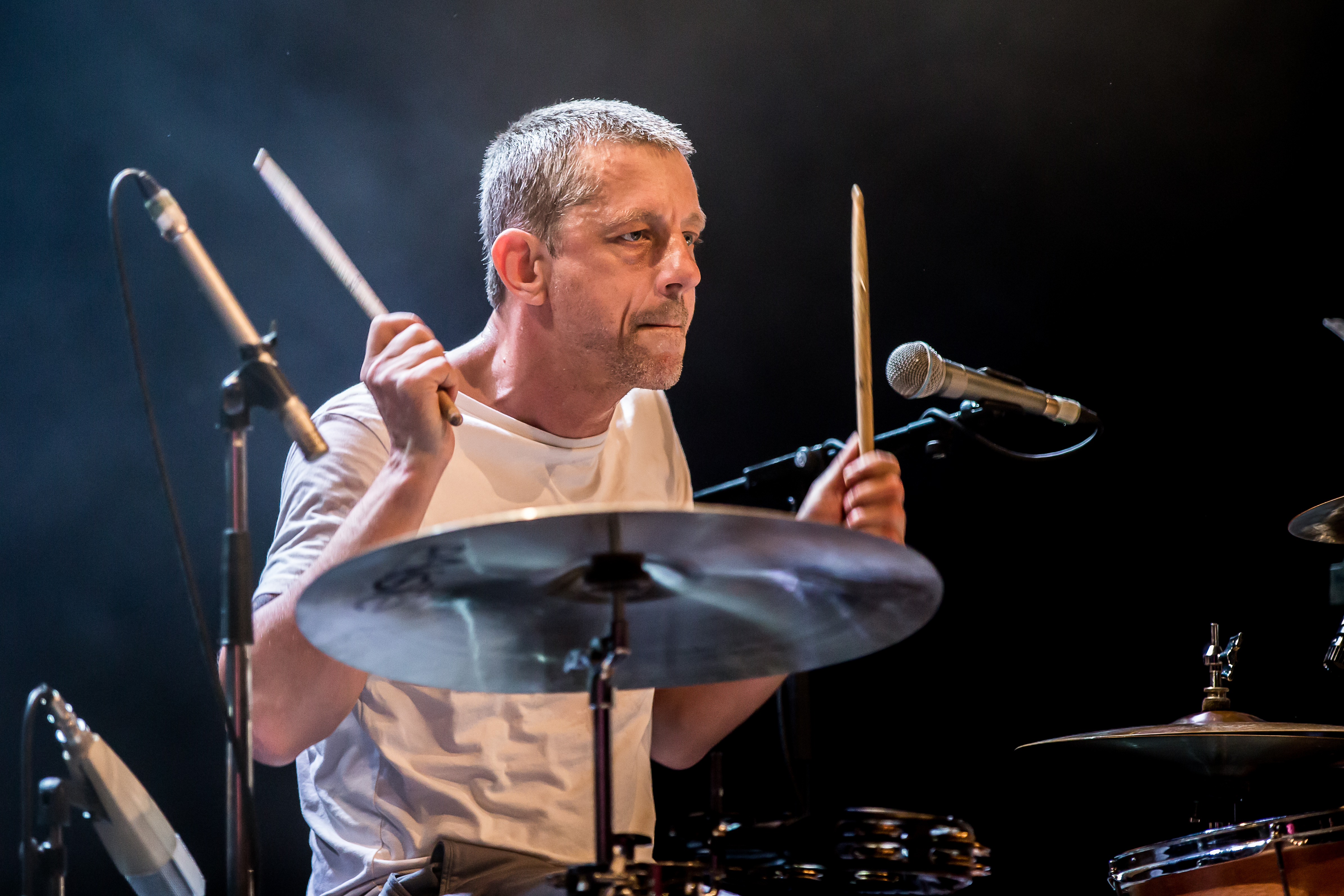
Schlagzeuger Thomas Götz
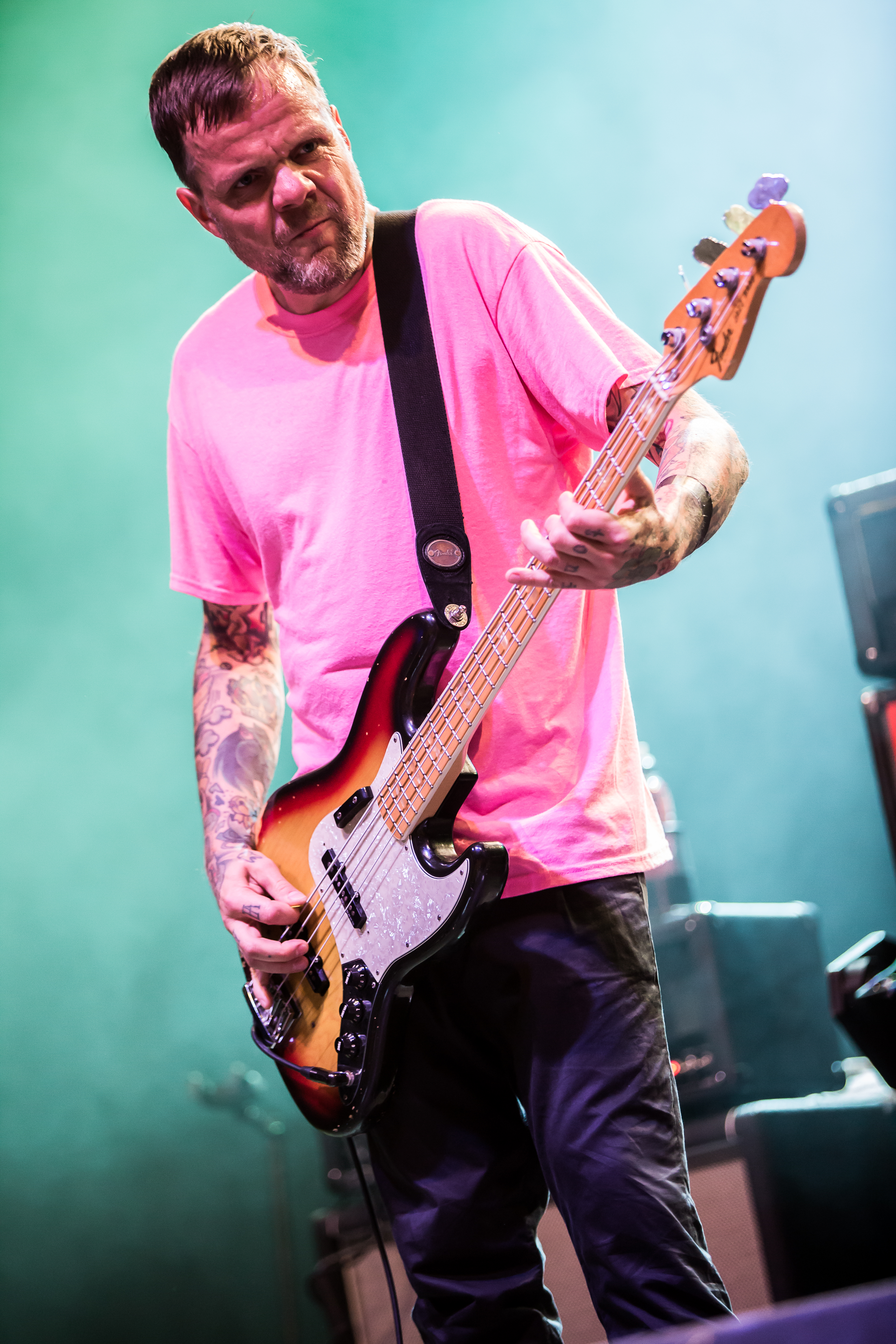
Bassist Torsten Scholz

## Nebenprojekte
Thomas Götz (Schlagzeuger) und Marten Ebsen, der Gitarrist von Turbostaat, haben das Projekt „NinaMarie“ gestartet. Ihre erste EP ist unter dem Namen Scheiss.Taxi – Scheiss.Paris im März 2006 erschienen. Im März 2013 folgte die weitere EP Feuer in der Nachbarschaft.
Bernd Kurtzke (Gitarrist) betreibt seit 2010 das Electro-Projekt Killing Moon, benannt nach einem Song von Echo & the Bunnymen.
Arnim Teutoburg-Weiß (Sänger), und Torsten Scholz (Bassist) legen nebenbei unter dem Namen Fra Diavolo deutschlandweit als DJs auf. Schon als Torsten noch nicht in der Band war, haben sie im Berliner Sage Club aufgelegt. Oftmals ist Torsten auch allein unter dem Namen DJ Totze Trippi unterwegs.
Ein weiteres Nebenprojekt der Band, an dem alle Bandmitglieder beteiligt sind, ist die bei den Aufnahmen zum Album Limbo Messiah entstandene Coverband „Die Roys“. Mit vertauschten Rollen in der instrumentalischen Besetzung und unter der Leitung von Roy Baumann (Peter Baumann) werden bekannte Lieder gecovert, da laut Eigenaussage „die besten Lieder bereits geschrieben sind“. Die ersten fünf Songs findet man auf den Singles Jane Became Insane, Cut Off the Top und Demons Galore.

## Verwertung außerhalb der Band
Die Beatsteaks sind 2005 auf dem Sampler On the Run der Menschenrechtsgruppe Pro Asyl mit einem Cover des Liedes Opel-Gang vom gleichnamigen Debütalbum der Band Die Toten Hosen vertreten.
In dem Film Knallhart von Detlev Buck ist außerdem der Song Fool aus dem Album 48/49 zu hören. Der Song Wicked Witch ist der Opener des Films Meier Müller Schmidt, der am 30. Juni 2016 ins Kino kam.
Das Lied Atomic Love von dem Album Smack Smash ist auch in dem Spiel NHL 06 von EA zu hören, außerdem sind die Beatsteaks mit dem Song Hail to the Freaks in dem Spiel Guitar Hero 4: World Tour und mit Monster auf den nicht-englischsprachigen Versionen des Spieles Guitar Hero: On Tour vertreten. Zudem findet sich der Song Cut Off the Top in der Trackliste der deutschen Version des PS2-Spiels SingStar Amped.
Gitarrist Bernd Kurtzke hat in dem Film Video Kings einen Cameo-Auftritt als Kunde einer Videothek. Des Weiteren sind im Film die Songs Soothe Me, Summer und I Don’t Care as Long as You Sing zu hören.
Nachdem der Sänger der Berliner Bands Seeed und Boundzound, Demba Nabé, in den Musikvideos zu den Beatsteaks-Singles I Don’t Care as Long as You Sing und verkleidet als Ninja in Hello Joe (einem Tribut an den The-Clash-Sänger Joe Strummer) zu sehen war, reagierte Arnim Teutoburg-Weiß mit einer Gastrolle im Video zur Boundzound-Single Stay Alive.

## Engagement
Die Beatsteaks engagieren sich für das Lesen- und Schreibenlernen im Rahmen der Kampagne „iCHANCE“, die vom Bundesverband Alphabetisierung und Grundbildung durchgeführt wird. Des Weiteren rufen sie mit dem Verein Junge Helden zur Organspende auf.
Bei ihren Konzerten sammelt die Band regelmäßig für die Wasserinitiative Viva con Agua, zu Gunsten derer sie 2010 auch handsignierte Sonnenbrillen versteigerten. 2007 sprachen sich die Beatsteaks für die Aktion Deine Stimme gegen Armut aus. In diesem Zusammenhang trat die Band auch am 7. Juni 2007 beim „Deine Stimme gegen Armut“-Festival anlässlich des G8-Gipfels in Heiligendamm auf. Bei ihren Konzerten werden sie regelmäßig von Freiwilligen der Meeresschutzorganisation Sea Shepherd begleitet.
2014 unterstützten die Beatsteaks den Aufruf von Dresden Nazifrei, die Naziaufmärsche am 13. und 19. Februar zu verhindern.
Im Jahr 2022 begleitet die Umweltschutzorganisation Greenpeace die Beatsteaks auf Tour. In diesem Rahmen setzte sich die Band für das Kampagnenthema Frieden ein. 2024 unterstützten die Beatsteaks auch die Greenpeace-Kampagne gegen Tiefseebergbau.

## Diskografie
Studioalben

| Jahr | Titel          | Höchstplatzierung, Gesamtwochen, AuszeichnungChartplatzierungen (Jahr, Titel, Platzierungen, Wochen, Auszeichnungen, Anmerkungen) | Höchstplatzierung, Gesamtwochen, AuszeichnungChartplatzierungen (Jahr, Titel, Platzierungen, Wochen, Auszeichnungen, Anmerkungen) | Höchstplatzierung, Gesamtwochen, AuszeichnungChartplatzierungen (Jahr, Titel, Platzierungen, Wochen, Auszeichnungen, Anmerkungen) | Anmerkungen                                               |
| Jahr | Titel          | DE | AT | CH | Anmerkungen                                               |
| ---- | -------------- | --- | --- | --- | --------------------------------------------------------- |
| 1997 | 48/49          | — | — | — | Erstveröffentlichung: 1997                                |
| 1999 | Launched       | — | — | — | Erstveröffentlichung: 7. Mai 1999                         |
| 2002 | Living Targets | — | — | — | Erstveröffentlichung: 28. Januar 2002                     |
| 2004 | Smack Smash    | DE11 Platin · (40 Wo.)DE | AT19 (17 Wo.)AT | CH74 (6 Wo.)CH | Erstveröffentlichung: 1. März 2004 Verkäufe: + 200.000    |
| 2007 | Limbo Messiah  | DE3 Gold · (24 Wo.)DE | AT4 Gold · (17 Wo.)AT | CH19 (9 Wo.)CH | Erstveröffentlichung: 30. März 2007 Verkäufe: + 110.000   |
| 2011 | Boombox        | DE1 Gold · (28 Wo.)DE | AT3 (8 Wo.)AT | CH14 (4 Wo.)CH | Erstveröffentlichung: 28. Januar 2011 Verkäufe: + 100.000 |
| 2014 | Beatsteaks     | DE1 Gold · (11 Wo.)DE | AT6 (9 Wo.)AT | CH11 (6 Wo.)CH | Erstveröffentlichung: 1. August 2014 Verkäufe: + 100.000  |
| 2017 | Yours          | DE2 (9 Wo.)DE | AT7 (4 Wo.)AT | CH27 (2 Wo.)CH | Erstveröffentlichung: 1. September 2017                   |
| 2024 | Please         | DE3 (2 Wo.)DE | AT12 (1 Wo.)AT | CH82 (1 Wo.)CH | Erstveröffentlichung: 28. Juni 2024                       |

## Auszeichnungen
- 1 Live Krone
  - 2007: in der Kategorie „Bester Live Act“
  - 2008: in der Kategorie „Bester Live Act“
  - 2011: in der Kategorie „Beste Band“
  - 2024: Sonderpreis
- Comet
  - 2011: in der Kategorie „Bestes Video“ (Milk & Honey)
- MTV Europe Music Awards
  - 2004: in der Kategorie „Best German Act“
- Polyton
  - 2024: in der Kategorie „Performance“ (Live in der Wuhlheide 2024)[35]
- Preis für Popkultur
  - 2017: in der Kategorie „Lieblingsband“[36]
  - 2018: in der Kategorie „Lieblingsvideo“ (L auf der Stirn)[37]
  - 2018: in der Kategorie „Beeindruckendste Live-Performance“ (Beatsteaks & Gäste – Waldbühne)[37]
  - 2018: in der Kategorie „Lieblingsband“ (Yours)[37]
- Weitere Auszeichnungen
  - 2019: Berliner Bär (B.Z.-Kulturpreis)